# 刘树林
刘树林（1938年5月—），男，辽宁盖平人，中华人民共和国政治人物，曾任吉林省人民政府副省长，吉林省人大常委会副主任，第六届全国人大代表，第八届全国政协委员。